# Breitenbach (Bas-Rhin)
Pour les articles homonymes, voir Breitenbach.
Breitenbach est une commune française située dans la circonscription administrative du Bas-Rhin et, depuis le 1er janvier 2021, dans le territoire de la Collectivité européenne d'Alsace, en région Grand Est.
Cette commune se trouve dans la région historique et culturelle d'Alsace.

## Géographie

### Localisation
Le village de Breitenbach se situe dans une vallée perpendiculaire au Giessen de Steige. Entouré à son confluent par les collines de l’Erdbeerberg (452 m) et des Hirsten (371 m), elle s’élargit en un vaste amphithéâtre montagneux formé par le versant sud du massif du Champ-du-Feu. D’ouest en est, on aperçoit les sommets du Roffling (773 m) et du Champ du Feu (1 100 m, mais 1 072 m seulement sur le territoire  de la commune), du Baylarge (982 m), de l’Ibrand (857 m), du Heidenkopf (862 m) et de la Gietzig (769 m), ce dernier constituant le début de la crête menant à l’Ungersberg. Le village est accessible par de rares passages : le col de la Charbonnière (961 m) menant au ban de la Roche, le col du Kreuzweg (768 m) donnant sur le Hohwald et Barr, le col de Bellevue (748 m) vers le Hohwald avec un chemin forestier unique. Breitenbach possède une superficie de 1 173 ha et est le finage le plus étendu du canton de Villé.

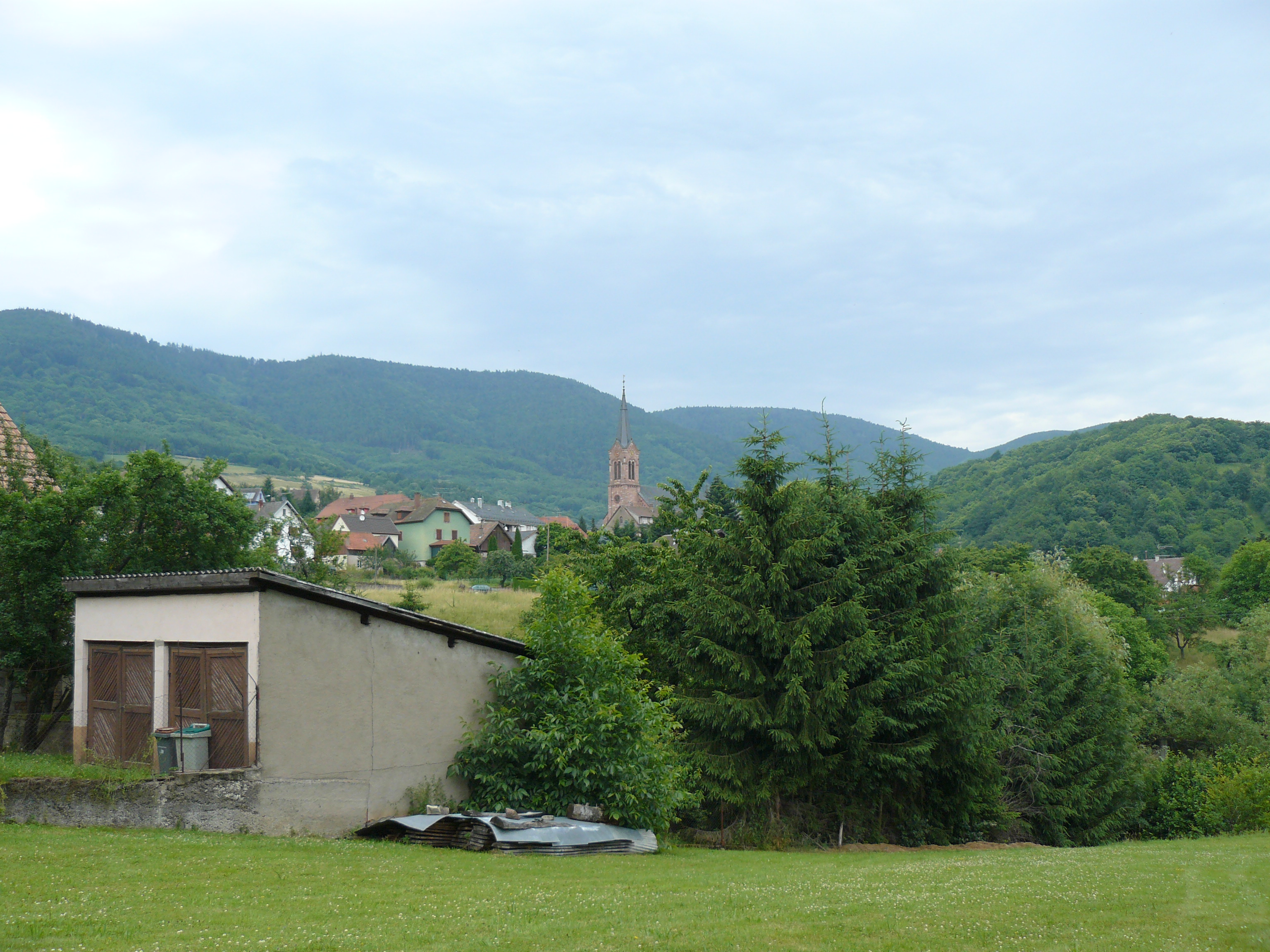
Vue sur le village de Breitenbach.

### Communes limitrophes
| Bellefosse    | Le Hohwald   |      |
| Steige        | Breitenbach  | Albé |
| Maisonsgoutte | Saint-Martin |      |

### Écarts et lieux-dits
- Lindgrube
- Niedermatt
- Hirsten
- Kreuzweg
- Kaelberhutte

### Cours d’eau
- Le Breitenbach : ruisseau drainant une partie des eaux du Champ du Feu.

### Hydrographie

#### Réseau hydrographique
La commune est dans le bassin versant du Rhin au sein du bassin Rhin-Meuse. Elle est drainée par le ruisseau le Breitenbach et le ruisseau le Winzenbach,.

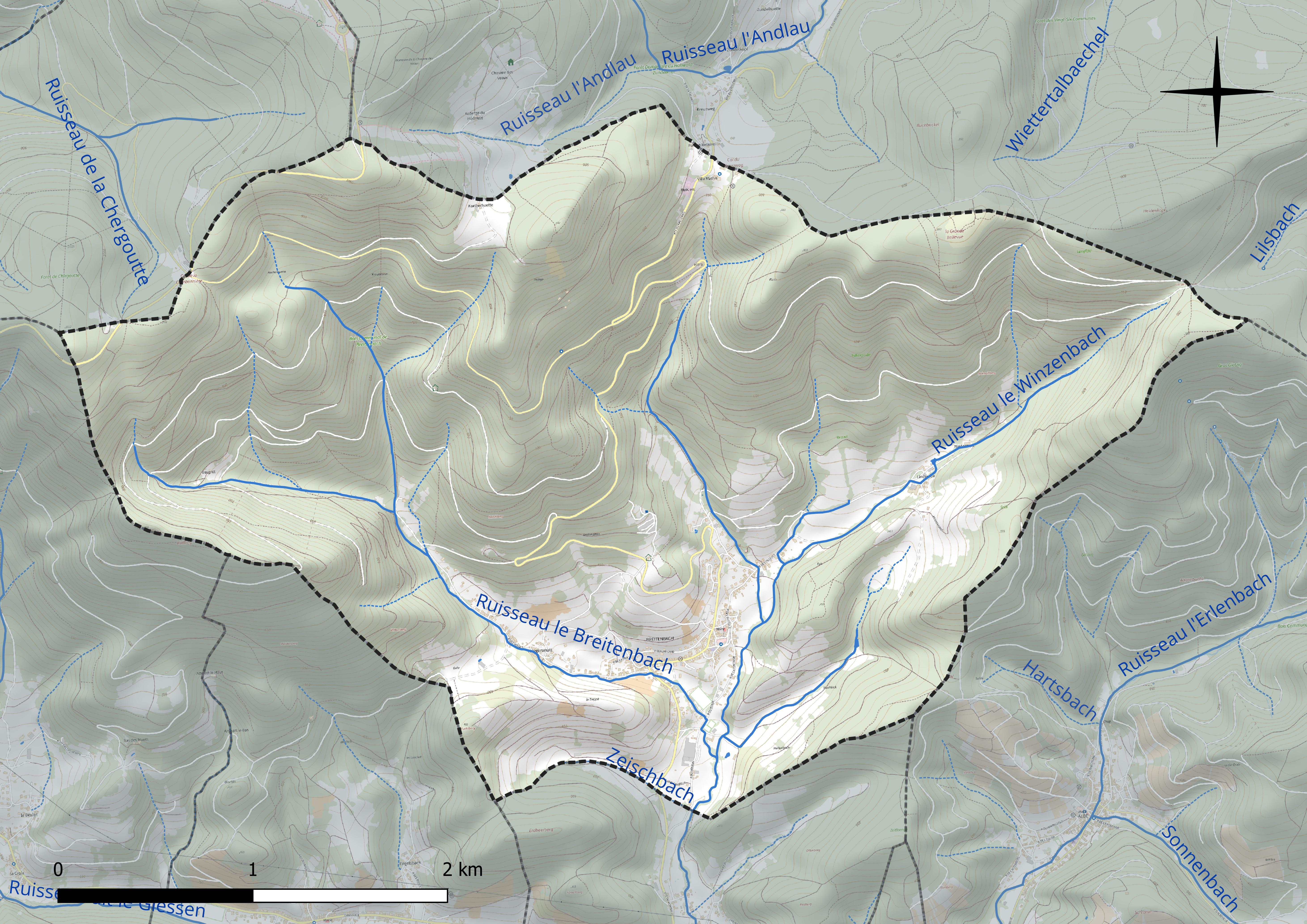
Réseau hydrographique de Breitenbach.

#### Gestion et qualité des eaux
Le territoire communal est couvert par le schéma d'aménagement et de gestion des eaux (SAGE) « Giessen Liepvrette ». Ce document de planification concerne les bassins versants du Giessen et de la Lièpvrette.  Son périmètre s’étend sur 317 km2. Il a été approuvé le 13 avril 2016. La structure porteuse de l'élaboration et de la mise en œuvre est le Syndicat des eaux et de l'assainissement Alsace Moselle. 
La qualité des cours d’eau peut être consultée sur un site dédié géré par les agences de l’eau et l’Agence française pour la biodiversité. 

### Climat
Pour des articles plus généraux, voir Climat du Grand Est et Climat du Bas-Rhin.
En 2010, le climat de la commune est de type climat de montagne, selon une étude du Centre national de la recherche scientifique s'appuyant sur une série de données couvrant la période 1971-2000. En 2020, Météo-France publie une typologie des climats de la France métropolitaine dans laquelle la commune est exposée à un climat semi-continental et est dans la région climatique  Vosges, caractérisée par une pluviométrie très élevée (1 500 à 2 000 mm/an) en toutes saisons et un hiver rude (moins de 1 °C). 
Pour la période 1971-2000, la température annuelle moyenne est de 9,8 °C, avec une amplitude thermique annuelle de 17,1 °C. Le cumul annuel moyen de précipitations est de 996 mm, avec 11,1 jours de précipitations en janvier et 10,8 jours en juillet. Pour la période 1991-2020, la température moyenne annuelle observée sur la station météorologique de Météo-France la plus proche, « Ville », sur la commune de Villé à 3 km à vol d'oiseau, est de 11,3 °C et le cumul annuel moyen de précipitations est de 957,7 mm. 
La température maximale relevée sur cette station est de 39,5 °C, atteinte le 13 août 2003 ; la température minimale est de −19 °C, atteinte le 7 février 1991,,. 
Les paramètres climatiques de la commune ont été estimés pour le milieu du siècle (2041-2070) selon différents scénarios d'émission de gaz à effet de serre à partir des nouvelles projections climatiques de référence DRIAS-2020. Ils sont consultables sur un site dédié publié par Météo-France en novembre 2022.

## Urbanisme

### Typologie
Au 1er janvier 2024, Breitenbach est catégorisée commune rurale à habitat dispersé, selon la nouvelle grille communale de densité à sept niveaux définie par l'Insee en 2022.
Elle est située hors unité urbaine. Par ailleurs la commune fait partie de l'aire d'attraction de Sélestat, dont elle est une commune de la couronne,. Cette aire, qui regroupe 37 communes, est catégorisée dans les aires de 50 000 à moins de 200 000 habitants,.

### Occupation des sols
L'occupation des sols de la commune, telle qu'elle ressort de la base de données européenne d’occupation biophysique des sols Corine Land Cover (CLC), est marquée par l'importance des forêts et milieux semi-naturels (80,1 % en 2018), en diminution par rapport à 1990 (82,8 %). La répartition détaillée en 2018 est la suivante : 
forêts (80,1 %), prairies (15,9 %), zones urbanisées (4,1 %). L'évolution de l’occupation des sols de la commune et de ses infrastructures peut être observée sur les différentes représentations cartographiques du territoire : la carte de Cassini (XVIIIe siècle), la carte d'état-major (1820-1866) et les cartes ou photos aériennes de l'IGN pour la période actuelle (1950 à aujourd'hui).

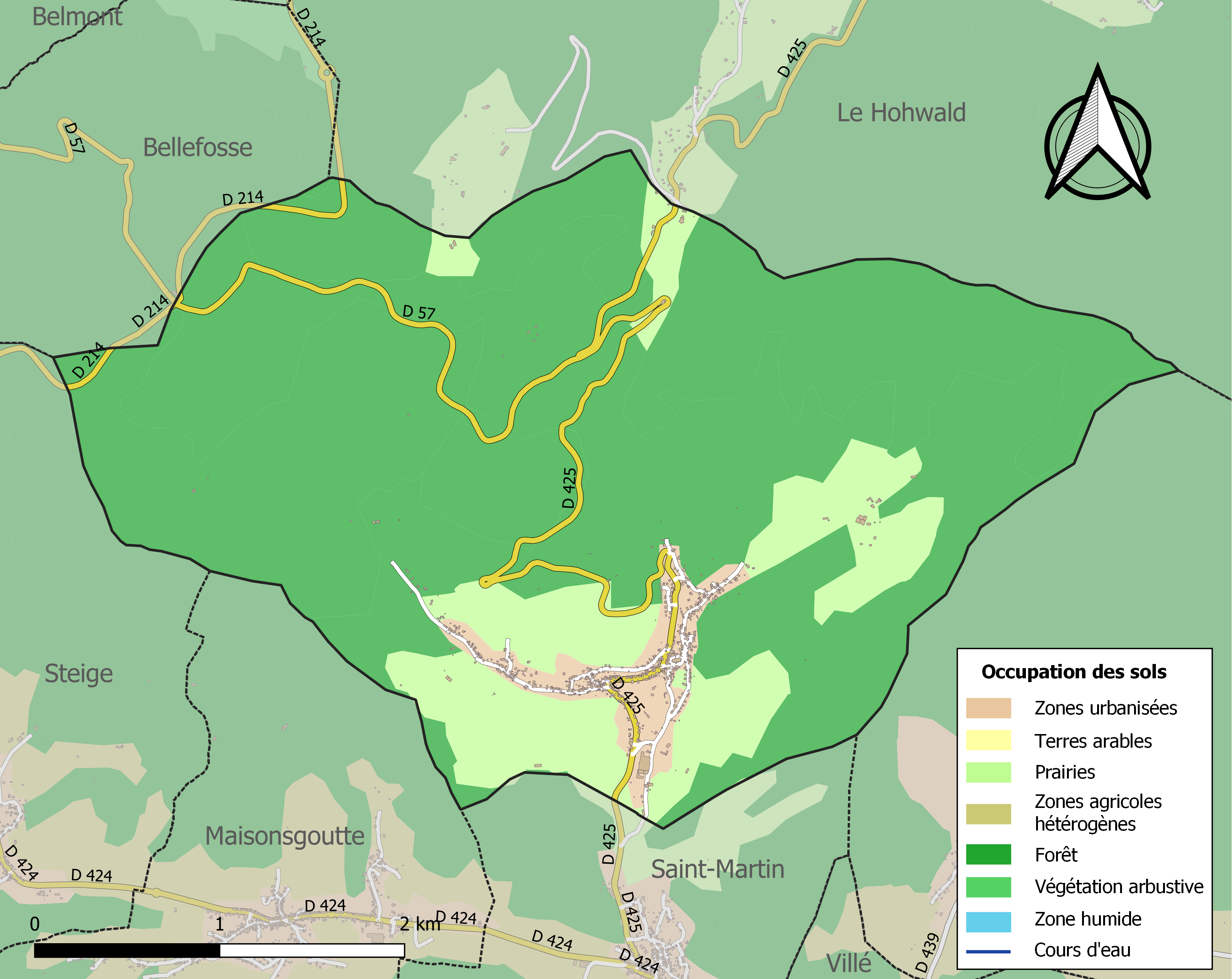
Carte des infrastructures et de l'occupation des sols de la commune en 2018 (CLC).

## Toponymie
Le nom de la localité est attesté sous les formes Breiderbach en 1137, Breitembach en 1303, Brechtemberg en 1601, Breitenbach en 1665, Berchbenbach au XVIIIe siècle et Breitenbach depuis le XIXe siècle[réf. nécessaire].
Le nom du village provient vraisemblablement du nom de son cours d’eau, selon un procédé fréquemment observé en toponymie, à savoir le Breitenbach qui draine une partie des eaux du massif du Champ-du-Feu qui est assez puissant pour justifier de son nom, composé de l'appellatif toponymique germanique bach « ruisseau » et de l'adjectif breit « large », accepte le sens de « large ruisseau »[réf. nécessaire]

## Histoire

### Une origine incertaine
Les origines du village sont incertaines, mais on pense qu’elles sont liées avec celles de l’abbaye de Honcourt, située à deux kilomètres à peine en aval et fondée vers l’an 1000. Il est fort probable que l’abbaye est dès son origine propriétaire du village de Breitenbach. Il existe à cette époque de nombreux coteaux viticoles qui assurèrent l’aisance du village. Il existait déjà aussi à cette époque une petite chapelle pour les habitants du village. D’autres communautés religieuses possédaient des biens dans le village comme l’abbaye de Moyenmoutier (près de Senones, dans les Vosges) et le prieuré d’Ittenwiller (entre Saint-Pierre-Bois et Eichhoffen). Ce dernier, lors de sa fondation vers 1115, reçoit cinq manses et des droits dans ce village. cela donne parfois des conflits, notamment entre Honcourt et Ittenwiller. Ceux-ci prennent fin en 1341, l’abbaye de Honcourt devenant alors le seul interlocuteur et l'unique collatrice ; elle perçoit donc seule la dîme, tandis qu’Ittenwiller cède à Honcourt le terrain sur lequel est construite l’église de Breitenbach.

### Un domaine appartenant aux Habsbourg
Depuis le XIIIe siècle, Breitenbach fait partie du domaine des Habsbourg et en partage dès lors toutes ces contraintes. Ceux-ci concèdent leurs droits à divers créanciers et engagistes, tels les Hürningen-Ortenberg, les Hattstatt ou les Rathsamhausen zum Stein (« de la Roche ») du proche château de la Roche. Le terrier établi en 1303 mentionne deux scieries que l’on situe parmi les plus anciennes connues à ce jour en Alsace. Avec les dégâts causés dans les forêts, les deux scieries sont arrêtées. Les nobles d’Andlau possèdent des droits liés à Honcourt et Moyenmoutier, les Bollwiller y détiennent des possessions. La multiplicité de ces propriété compliquent la vie des habitants. Il devient dès lors nécessaire de réglementer les choses en précisant les droits et les devoirs de chacun. Le règlement forestier est édicté en 1543 et reprend en partie les usages plus anciens. On y apprend que la localité dépend d’un Meyer installé à Villé. Sur place résident deux Heimburger qui veillent à la répartition et la collecte de l’impôt et dirigent les travaux communaux, quatre Rothmeister (chef de travaux), deux Waldförster (gardes-forestiers), quatre Bannwarthen (gardes-champêtres), tous nommés pour une période d’une année.

### Les convoitises des espaces boisés
Les vastes espaces boisés, qui s’étendent du Champ du Feu jusqu’à l’Ungersberg, ont donné lieu au cours des siècles à des convoitises de plus en plus aiguisées. Avant le XVIe siècle, le Howald et ses environs n’abritent qu’un nombre très limité de colons. Seuls, chasseurs, bûcherons et charbonniers fréquentent la montagne, tout comme les habitants du village qui mènent leur troupeau et bénéficient de droits d’usage pour l’exploitation de bois de chauffage et de construction. Le statut juridique de la forêt du Howald donne lieu à de multiples contestations et à une procédure particulièrement longue qui ne s’achève qu’en 1867 à Colmar après trois siècles de plaidoiries et de jugements successifs. En 1125, l’évêque de Strasbourg figure apparemment en tant que seul propriétaire de ces forêts. La seigneurie d’Ortenberg est investie en 1269 par l’évêque pour exploiter en « copropriété » ces vastes étendues boisées. Avec le temps, l’évêque et le seigneur concèdent des droits d’usage à diverses communautés, aussi bien civiles que religieuses (Honcourt et Andlau). Ces droits concernent la glandée, l’exploitation des bois secs, de construction, du bois pour les outils, etc. En outre, 18 communes extérieures au val de Villé peuvent se prévaloir des mêmes droits. Ces usagers de la forêt (Waldgenossen) plaident en leur qualité de copropriétaires et non seulement d’usagers. Ils sont finalement déboutés en 1867 mais en compensation il leur est attribué la forêt indivise dite « des 26 communes » qui existe toujours de nos jours. Certains, pour faire valoir leurs droits implantent des métairies, notamment sur les hauteurs du Champ du Feu-Howald. Les colons sont bien souvent des anabaptistes réputés pour leur compétence en agriculture.

### Les épisodes guerriers
On ne sait pas grand chose sur les épisodes guerriers liés aux conflits des XIVe et XVIe siècles. Breitenbach se trouvant à l’écart des routes largement empruntées par les belligérants, le village semble avoir été quelque peu épargné par les raids meurtriers. Le seul fait marquant dans la région semble avoir été le sac de l’abbaye de Honcourt par les paysans en 1525 contre les autorités religieuses. Le village est condamné par la régence d’Ensisheim (favorable aux catholiques) pour avoir pris part au sac de Honcourt. La guerre de Trente Ans a fait largement chuter la population. Sur les trois coteaux cultivés avant la guerre, un seul reste encore en l’état après 1648, les deux autres sont en friche.

### La guerre de Trente Ans

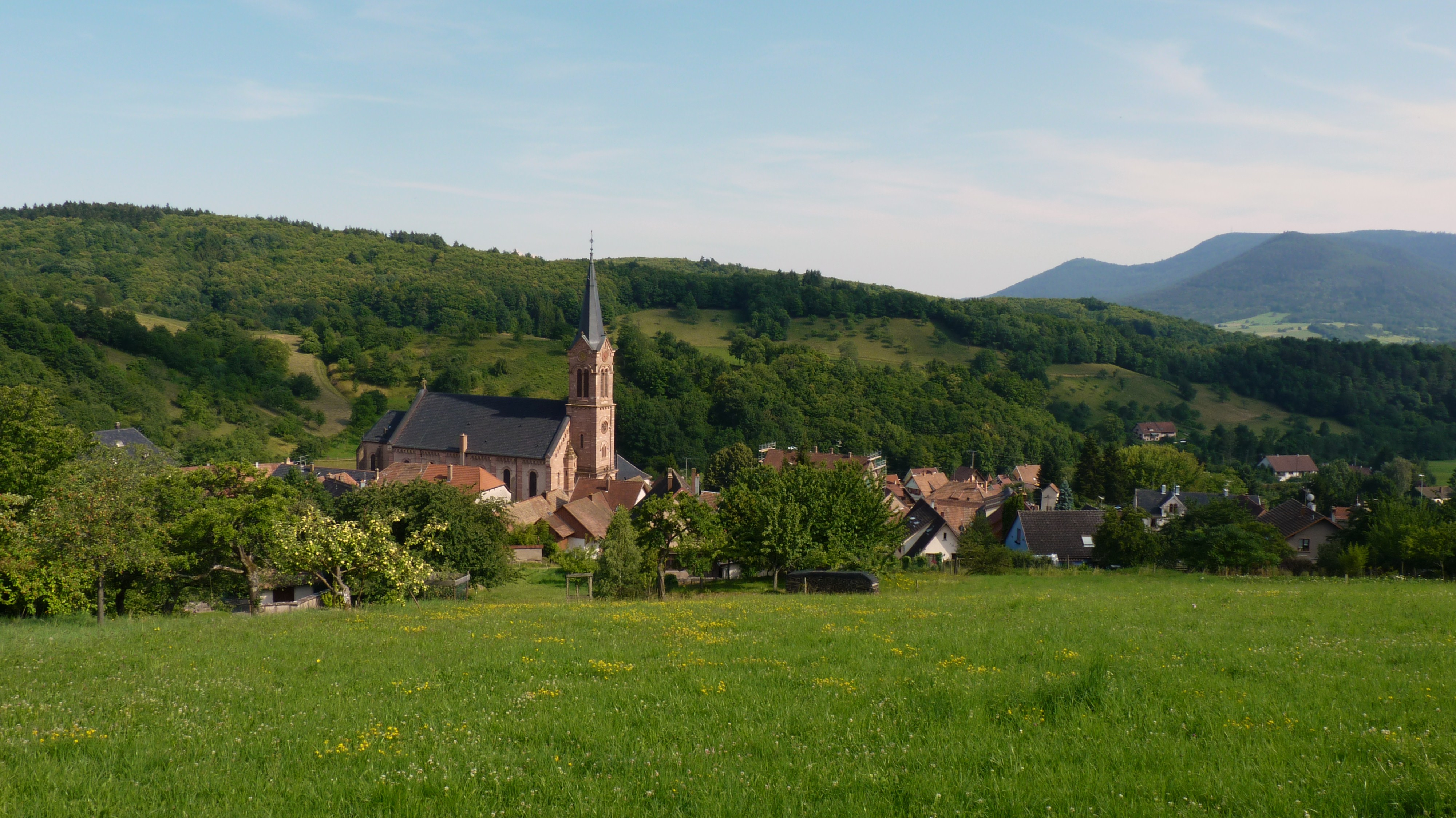
Vue sur le village de Breitenbach.

Cette guerre laisse de mauvais souvenirs dans la vallée ruinée, dévastée et saignée démographiquement qui a du mal à se relever. En 1665, L’État des paroisses de la seigneurie de Villé nous renseigne après la fin du conflit. On y apprend qu’à Breitenbach « la collatrice est obligée d’entretenir le chœur, et les habitants, l’église ; cette église est vieille et les habitants sont obligés de procéder à des réparations tous les ans ». En 1693, Breitenbach est érigé en paroisse autonome.

### Le repeuplement
Après la tragédie de la première moitié du XVIIe siècle, Breitenbach connaît une ère de paix. Les édits de repeuplement promulgués par Louis XIV pour mettre en valeur la province nouvellement acquise, portent leurs fruits. À partir du XVIIIe siècle, la population augmente, de nombreuses maisons se construisent dont on peut encore apercevoir des dizaines de linteaux de portes d’entrée ou de caves décorés d’une serpette, des outils de tonnelier ou d’un autre artisan qui proviennent de cette époque.

### Période révolutionnaire
La  révolution de 1789 n’aura eu qu’un impact minime à Breitenbach. Son maire, François-Joseph Freppel, fin diplomate, accepte avec souplesse les mauvais coups pour éviter à ses concitoyens des persécutions inutiles. Le curé Jean-Georges Stemm est caché par la population. Selon la tradition orale, il baptisait en cachette les nouveau-nés dans la montagne.

### Guerres mondiales
Les deux conflits mondiaux sont particulièrement éprouvants pour la population : il y eut respectivement 28 et 26 habitants de Breitenbach morts victimes des deux guerres.

## Politique et administration

### Liste des maires
| Période                                  | Période                   | Identité                                          | Étiquette | Qualité             |
| ---------------------------------------- | ------------------------- | ------------------------------------------------- | --------- | ------------------- |
| Les données manquantes sont à compléter. |                           |                                                   |           |                     |
| 2001                                     | En cours (au 31 mai 2020) | Jean-Pierre Piela, Réélu pour le mandat 2020-2026 | EÉLV      | Enseignant retraité |

### Jumelages
Breitenbach est jumelée avec les villes de :
- Contrevoz (France) depuis le 30 mai 1993 ;
- Kašava (Tchéquie) depuis le 10 septembre 1995.

## Population et société

### Démographie
L'évolution du nombre d'habitants est connue à travers les recensements de la population effectués dans la commune depuis 1793. Pour les communes de moins de 10 000 habitants, une enquête de recensement portant sur toute la population est réalisée tous les cinq ans, les populations de référence des années intermédiaires étant quant à elles estimées par interpolation ou extrapolation. Pour la commune, le premier recensement exhaustif entrant dans le cadre du nouveau dispositif a été réalisé en 2007.

En 2022, la commune comptait 675 habitants, en évolution de +0,15 % par rapport à 2016 (Bas-Rhin : +3,17 %, France hors Mayotte : +2,11 %).
| 1793  | 1800  | 1806  | 1821  | 1831  | 1836  | 1841  | 1846  | 1851  |
| ----- | ----- | ----- | ----- | ----- | ----- | ----- | ----- | ----- |
| 1 317 | 1 260 | 1 262 | 1 334 | 1 324 | 1 387 | 1 264 | 1 338 | 1 269 |

| 1856  | 1861  | 1866  | 1871  | 1875  | 1880  | 1885  | 1890  | 1895  |
| ----- | ----- | ----- | ----- | ----- | ----- | ----- | ----- | ----- |
| 1 169 | 1 238 | 1 270 | 1 254 | 1 172 | 1 185 | 1 103 | 1 048 | 1 026 |

| 1900  | 1905  | 1910 | 1921 | 1926 | 1931 | 1936 | 1946 | 1954 |
| ----- | ----- | ---- | ---- | ---- | ---- | ---- | ---- | ---- |
| 1 021 | 1 004 | 954  | 906  | 811  | 785  | 761  | 748  | 737  |

| 1962 | 1968 | 1975 | 1982 | 1990 | 1999 | 2006 | 2007 | 2012 |
| ---- | ---- | ---- | ---- | ---- | ---- | ---- | ---- | ---- |
| 714  | 726  | 747  | 642  | 671  | 652  | 695  | 700  | 693  |

| 2017 | 2022 | - | - | - | - | - | - | - |
| ---- | ---- | - | - | - | - | - | - | - |
| 665  | 675  | - | - | - | - | - | - | - |

## Culture locale et patrimoine

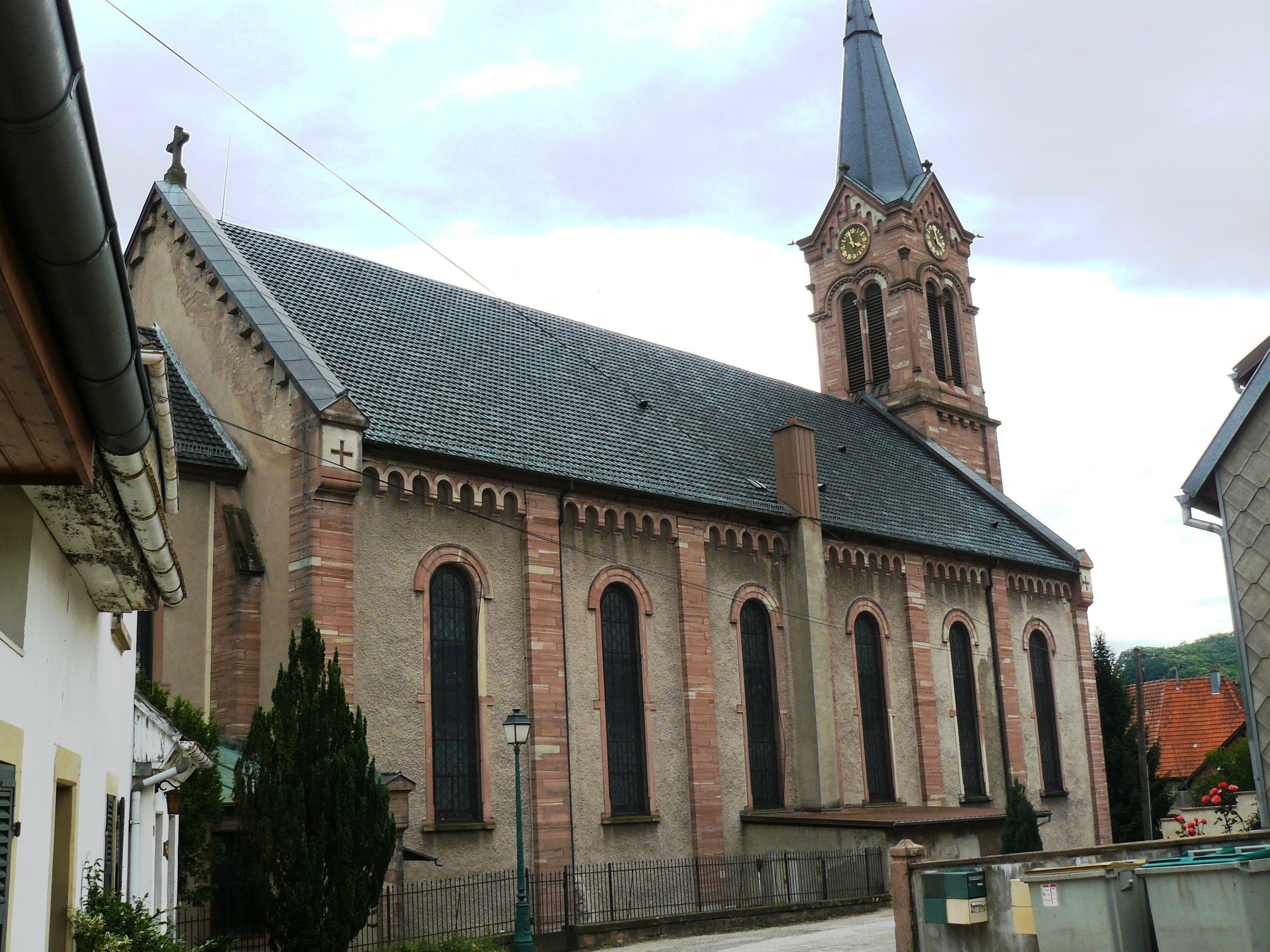
L'église Saint-Gall de Breitenbach.

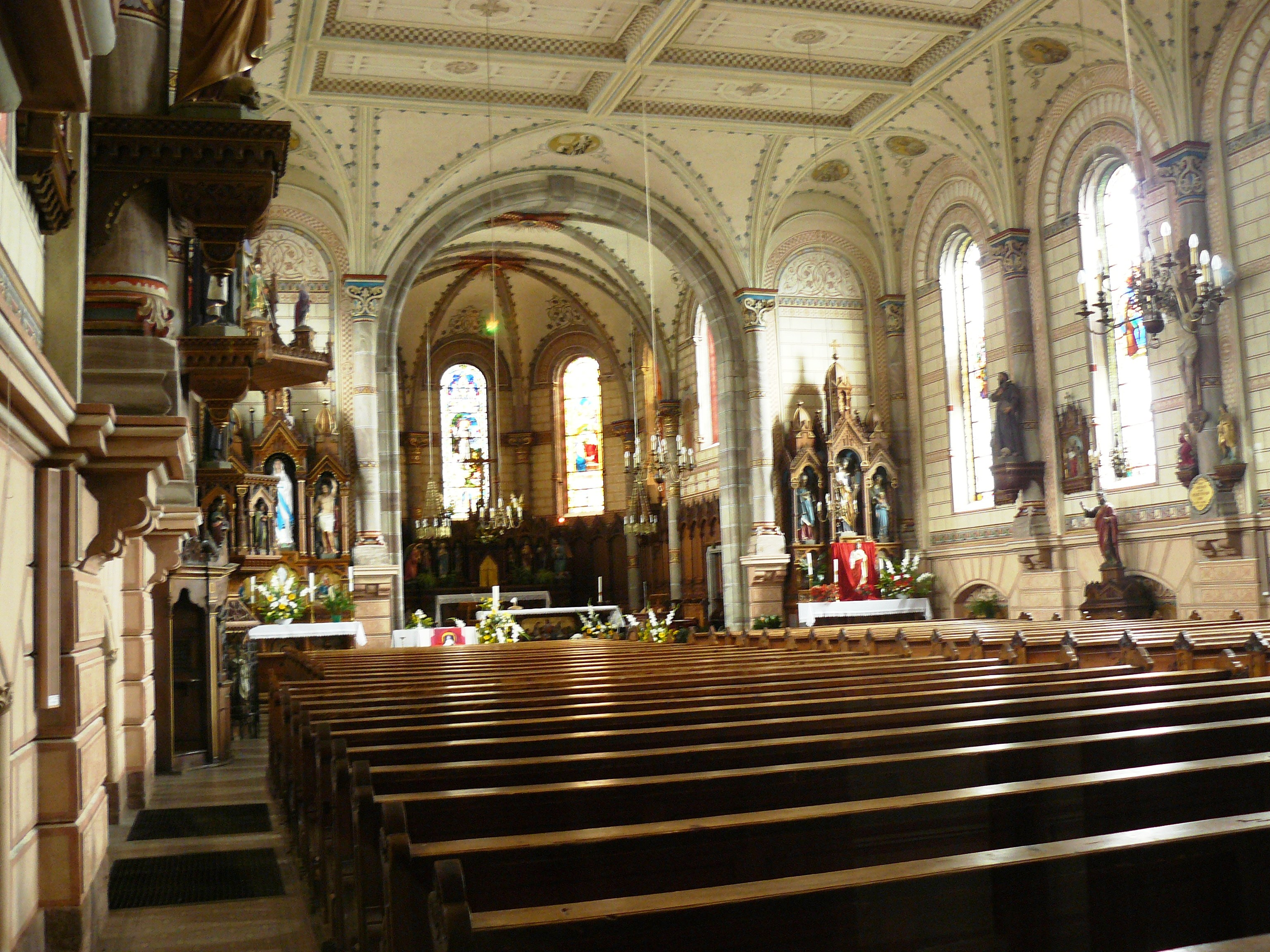
Intérieur de l’église Saint-Gall.

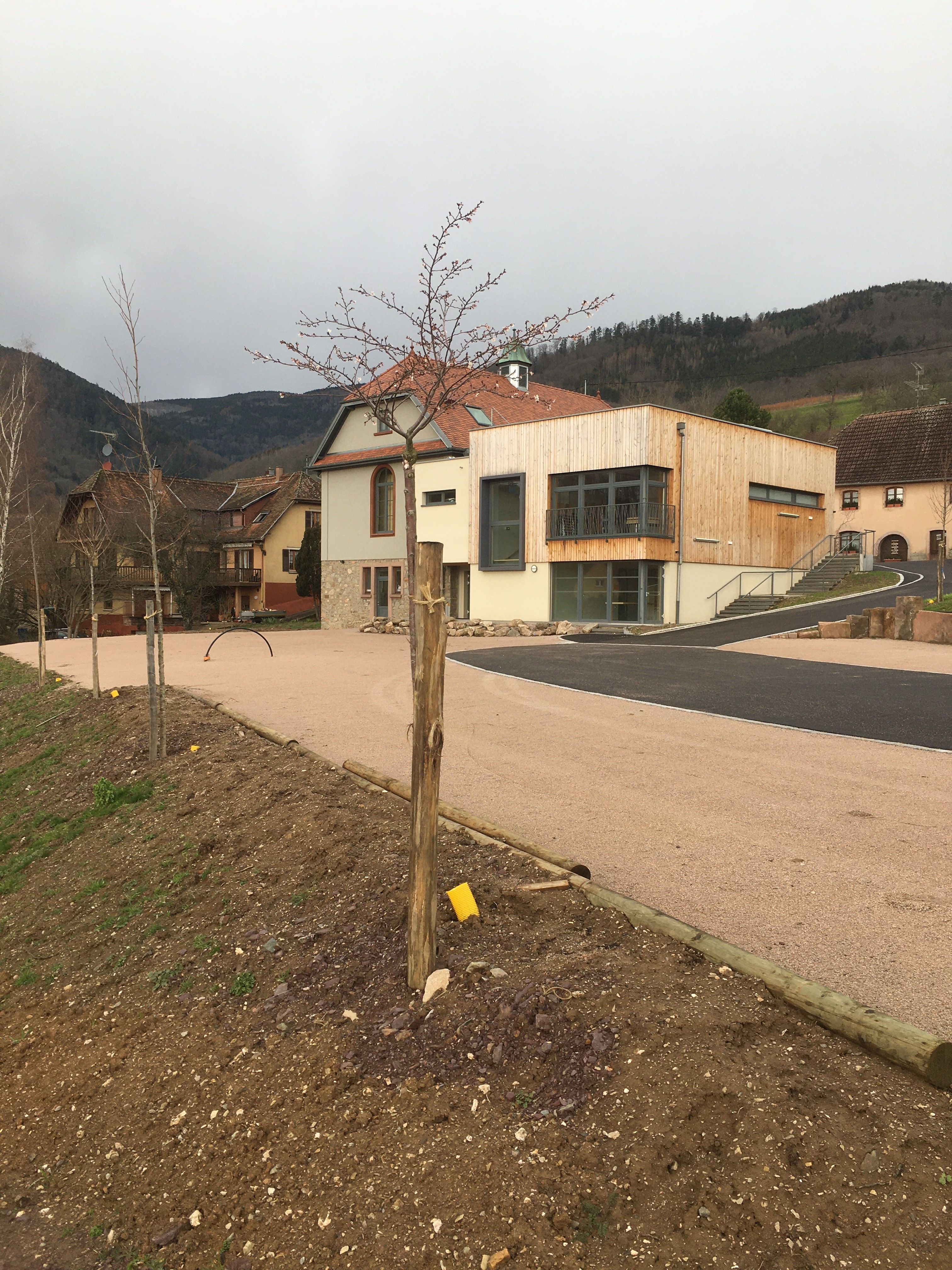
Espace social culturel.

### Lieux et monuments

#### Église Saint-Gall
L’église actuelle date du XVIIIe siècle. À cette époque elle fut agrandie et transformée et se trouvait sur un ancien emplacement où se trouvait déjà l’édifice primitif. L’ancienne église dont le chœur datait du XIVe ou du XVe siècle, avait selon la chronique paroissiale du curé Lorentz « une voûte de forme romane avec trois petites fenêtres de même acabit ». La pierre angulaire maçonnée à l’entrée de la tour porte le millésime 1891, mentionnant ainsi la date de sa construction. L’église conserve quelques éléments romans laissant supposer une origine encore plus ancienne. La construction de l’église faisait suite à une longue polémique opposant le curé et le conseil municipal à une époque où le village amorçait déjà un lent déclin. Finalement, un bâtiment de taille assez énorme est construit.
Les plans du bâtiment sont dus à l’architecte communal de Barr, Heinrich, qui à la demande des autorités locales s’est inspiré des églises de Hindisheim et de Griesheim-près-Molsheim. Il a été béni la veille[Quoi ?] et consacré à saint Gall, un moine irlandais né en 550 et mort en 645. L’édifice est majestueux, « un vrai bijou de style ».
À Steinach en l’an 612, les maçons ont du mal élever les murs du sanctuaire, une autre poutre étant trop courte. Après une prière et un repas communautaire au cours duquel le saint homme bénit le pain… la poutre a pu être placée et le mur monté. C’est encore saint Gall qui a sorti l’épine de la patte d’un ours et apprivoisé la bête sauvage. Saint Gall a sans doute également retiré l’épine du pied du conseil municipal qui, au long du XIXe siècle polémiqua au sujet de la nouvelle construction. Fallait-il agrandir l’ancienne église ou en édifier une nouvelle ? Beaucoup de villages du canton étaient confrontés à ce début. Breitenbach finit par trancher pour une nouvelle construction.[Quoi ?]
Le sanctuaire étonne par ses dimensions, 55 mètres de long sur 22 mètres de large au total. Il se divise en trois volumes.
Chapelle de la Vierge douloureuse
La chapelle de la Vierge douloureuse est surmontée d’un petit clocheton construit en 1872. Dans le chœur de part et d’autre de l’autel se trouvent deux tableaux du peintre Ch. Frantz, originaire de Breitenbach. À proximité se situe une monumentale grotte de Lourdes érigée en 1913.

#### Pierres-bornes
Les limites territoriales avec les communes voisines sont jalonnées par de nombreuses bornes datées de 1607 à 1843. Au nord, vers le Hohwald, les bornes millésimées de 1775 à 1843 portent toutes les lettres B.B. (Breitenbach) et sur une partie d’entre elles, est gravé le W de Waldgenossen (les anciens usagers de la forêt seigneuriale). À l’ouest, en limite avec Steige et Maisonsgoutte, on découvre d’autres bornes du XVIIIe siècle, et surtout deux très anciennes bornes de 1607 et 1661 marquées du T (Tau) emblème de Maisonsgoutte et trois bornes de 1767 avec les armoiries de Honcourt HH dont la crosse a été martelée. Au sud avec Saint-Martin, on relève une borne circulaire unique dans la vallée.

### Personnalités liées à la commune
- Charles-Émile Freppel (1827-1891), prélat catholique dont le père était originaire de la commune.

### Héraldique
| Blason de Breitenbach (Bas-Rhin) | Blason  | D'argent aux six fusées accolées d'azur rangées en fasce. |
| Blason de Breitenbach (Bas-Rhin) | Détails |                                                           |